# Całka pierwsza
Całka pierwsza – funkcja przyjmująca stałą wartość na trajektoriach rozwiązań równania różniczkowego (lub układu równań różniczkowych).
Funkcja tożsamościowo stała jest całką pierwszą dla dowolnego równania. Nietrywialna, czyli niebędąca stałą w otoczeniu żadnego punktu, całka pierwsza wyznacza trajektorie, które są jej poziomicami.

## Przykłady
Dla układu hamiltonowskiego hamiltonian jest całką pierwszą.
Dla równania (P,Q – funkcje klasy C1 określone na zbiorze jednospójnym):
{\displaystyle P(x,y)dx+Q(x,y)dy=0}
istnieje całka pierwsza, jeśli:
{\displaystyle {\frac {\partial P}{\partial y}}={\frac {\partial Q}{\partial x}}.}
Jeśli A i B są całkami pierwszymi to ich nawias Poissona {\displaystyle \{A,B\}} również jest całką pierwszą, co wynika ze wzoru na jego pochodną.